# Serata di gala a Hollywood
Serata di gala a Hollywood (Mickey's Gala Premier), noto anche coi titoli Il gran galà di Topolino e Serata di gala, è un film del 1933 diretto da Burt Gillett. È un cortometraggio d'animazione della serie Mickey Mouse, distribuito negli Stati Uniti dalla United Artists il 1º luglio 1933. Nel corto appaiono vari attori famosi della Hollywood degli anni trenta.

## Trama
Un nuovo cartone animato di Topolino viene proiettato in anteprima al Grauman's Chinese Theatre di Hollywood. Diverse celebrità di Hollywood arrivano in limousine per partecipare a questo evento speciale. All'esterno, i Keystone Cops (Ben Turpin, Ford Sterling, Mack Swain, Harry Langdon e Chester Conklin) sono a guardia del traffico. Dalla prima limousine escono Wallace Beery, Marie Dressler, Lionel Barrymore, John Barrymore, Ethel Barrymore (i Barrymore nei costumi del film del 1932 Rasputin e l'imperatrice) e Stanlio e Ollio. La portiera viene chiusa, ma dal finestrino sbucano i fratelli Marx.
Poco dopo, diverse star cantano a turno varie parti di una canzone al microfono. Esse sono Maurice Chevalier, Eddie Cantor (nel costume del film Il re dell'arena), Jimmy Durante, Jean Harlow, Joan Crawford (nel costume del film Pioggia), Constance Bennett, Harold Lloyd, Clark Gable, Edward G. Robinson e Adolphe Menjou. Sid Grauman saluta tutti gli ospiti. All'interno dell'edificio entrano George Arliss, Joe E. Brown, Charlie Chaplin, Buster Keaton, i fratelli Marx e Mae West (nel costume del film Lady Lou, e autocitandosi). Poi Topolino, Minni, Pluto, Orazio Cavezza e Clarabella arrivano in limousine e vengono accolti dal pubblico. Una volta all'interno, il nuovo cortometraggio di Topolino, Amore al galoppo, viene proiettato. La trama ruota intorno a Topolino e Minnie che suonano insieme, quando improvvisamente Pietro Gambadilegno rapisce Minni e scappa via in groppa a Orazio. Topolino insegue Pietro e lo sconfigge, salvando Minni.
Tutti gli ospiti del teatro si muovono ritmicamente con la musica. Oltre agli attori già citati, si vedono Helen Hayes, William Powell, Chester Morris, Gloria Swanson, Rudy Vallee, Will H. Hays (vestito da re in riferimento alla sua posizione di "re della censura") e Greta Garbo. Ed Wynn, Wheeler & Woolsey e Douglas Fairbanks vengono mostrati mentre ridono del cartone animato. Bela Lugosi (vestito da conte Dracula), Fredric March (vestito da Mr. Hyde) e Boris Karloff (vestito da mostro di Frankenstein) fanno lo stesso, ma con una spettrale risata malvagia. Quando il cartone animato finisce, tutto il pubblico applaude e si congratula con Topolino per il suo successo. Ma Topolino è così timido che deve essere tirato sul palco da Will Rogers con una corda. Tutti gli attori di Hollywood stringono le mani e i piedi a Topolino per congratularsi con lui, finché non arriva Greta Garbo e inizia a coprirgli la faccia di baci. Topolino però si sveglia nel suo letto, accorgendosi che Pluto gli sta leccando il viso.

## Distribuzione

### Edizione italiana
Il film fu distribuito in Italia nel 1934 in lingua originale. L'unico doppiaggio italiano conosciuto è quello realizzato dalla Royfilm nella seconda metà degli anni novanta per la televisione. Questo doppiaggio accompagna una versione colorizzata del cortometraggio (ma quello proiettato nella storia è virato in seppia) e intitolata Il gran galà di Topolino. Non essendo stata registrata una colonna sonora senza dialoghi, nelle scene di dialogo e di canto la musica è sostituita da una sua versione sintetizzata. In DVD il film è invece presentato in bianco e nero e privo di audio italiano (come tutti gli altri nella raccolta), col titolo Serata di gala.

### Edizioni home video
Il cortometraggio è incluso nel secondo DVD della raccolta Topolino in bianco e nero, facente parte della collana Walt Disney Treasures e uscita in America del Nord il 3 dicembre 2002 e in Italia il 26 maggio 2009.